# Illosporiopsis christiansenii
Espèce
Synonymes
- Hobsonia christiansenii B. L. Brady & D. Hawksw.[2]

Illosporiopsis  christiansenii est une espèce de champignons lichénicoles parasites de lichens corticoles, notamment des genres Physcia et Xanthoria, de couleur rose vif.